# Christian Wulff
Christian Wilhelm Walter Wulff (Osnabrück (Nedersaksen), 19 juni 1959) is een Duits politicus namens de CDU en was van 2 juli 2010 tot en met 17 februari 2012 bondspresident van Duitsland. Eerder was hij minister-president van Nedersaksen, van 4 maart 2003 tot 30 juni 2010. Hij gold als meer conservatief en als een mogelijke opvolger van bondskanselier Angela Merkel.

## Leven
Wulffs ouders scheidden toen hij twee jaar oud was. Nadat zijn stiefvader het gezin verlaten had, nam Christian als 16-jarige de zorg over voor zijn moeder, die getroffen werd door multipele sclerose en hielp bij de opvoeding van zijn jongere zusje. Wulff doorliep het Ernst-Moritz-Arndt-Gymnasium in Osnabrück en studeerde rechten aan de Universiteit Osnabrück. Aansluitend was hij werkzaam als advocaat.
De katholieke Wulff was 18 jaar getrouwd met Christina, met wie hij een dochter heeft. Het huwelijk werd in 2008 ontbonden. In hetzelfde jaar trouwde hij met Bettina Körner, met wie hij sinds 2006 samen was. Zij bracht een zoon mee, en samen kregen ze een zoon in 2008. In januari 2013 werd aangekondigd dat Christian en Bettina Wulff niet meer samen wonen. Dat het huwelijk in gevaar was, werd duidelijk toen Bettina Wulff in september 2011 een zeer openhartig boek over haar leven en haar bestaan als echtgenote van een bondspresident publiceerde, met veel kritiek op haar echtgenoot. Na een periode van scheiding werd de echtscheidingsprocedure stopgezet. In 2015 werd hun huwelijk zelfs alsnog kerkelijk ingezegend

## Politiek
Wulff is sinds 1975 lid van de CDU en was actief bij de jongerenorganisatie, waarvan hij ook landelijk voorzitter was. Sinds 1984 was hij actief bij de partij in Nedersaksen; hij was daar tussen 1984 en 2008 ook voorzitter. Sinds 1998 was hij ook een van de vier dagelijkse bestuursleden in het landelijk partijbestuur van de partij en sinds 2003 is hij lid van het bestuur van de Konrad Adenauer Stichting, het wetenschappelijk bureau van de CDU.
Tussen 1986 en 2001 zat Wulff in de gemeenteraad van Osnabrück. Tussen 1989 en 1994 was hij er ook wethouder. Sinds 1994 zat hij in het parlement van Nedersaksen en was daar tot 2003 ook fractievoorzitter.

### Nedersaksen
In 1994 en 1998 verloor de CDU met Wulff als lijsttrekker de Landdagverkiezingen in Nedersaksen van de SPD onder de zittende minister-president Gerhard Schröder (SPD). In 2003 versloeg hij wel Schröders opvolger Sigmar Gabriel. Wulff werd op 4 maart 2003 geïnstalleerd. Tussen oktober 2006 en oktober 2007 was hij tevens voorzitter van de Bondsraad. In 2008 werd hij herkozen als minister-president van Nedersaksen.

### Bondspresident
Nadat bondspresident Horst Köhler op 31 mei 2010 was afgetreden werd Wulff op 3 juni door de federale coalitie van CDU/CSU en FDP voorgedragen als bondspresidentskandidaat. De coalitie onder Angela Merkel wilde een ervaren politicus als bondspresident. Wulff zou de CDU ook een meer conservatief gezicht kunnen geven - in tegenstelling tot bondsminister Ursula von der Leyen, die aanvankelijk als favoriet gold. Verder werd Wulff als een mogelijke rivaal van bondskanselier Merkel gezien, die nu dus als zodanig wegviel.

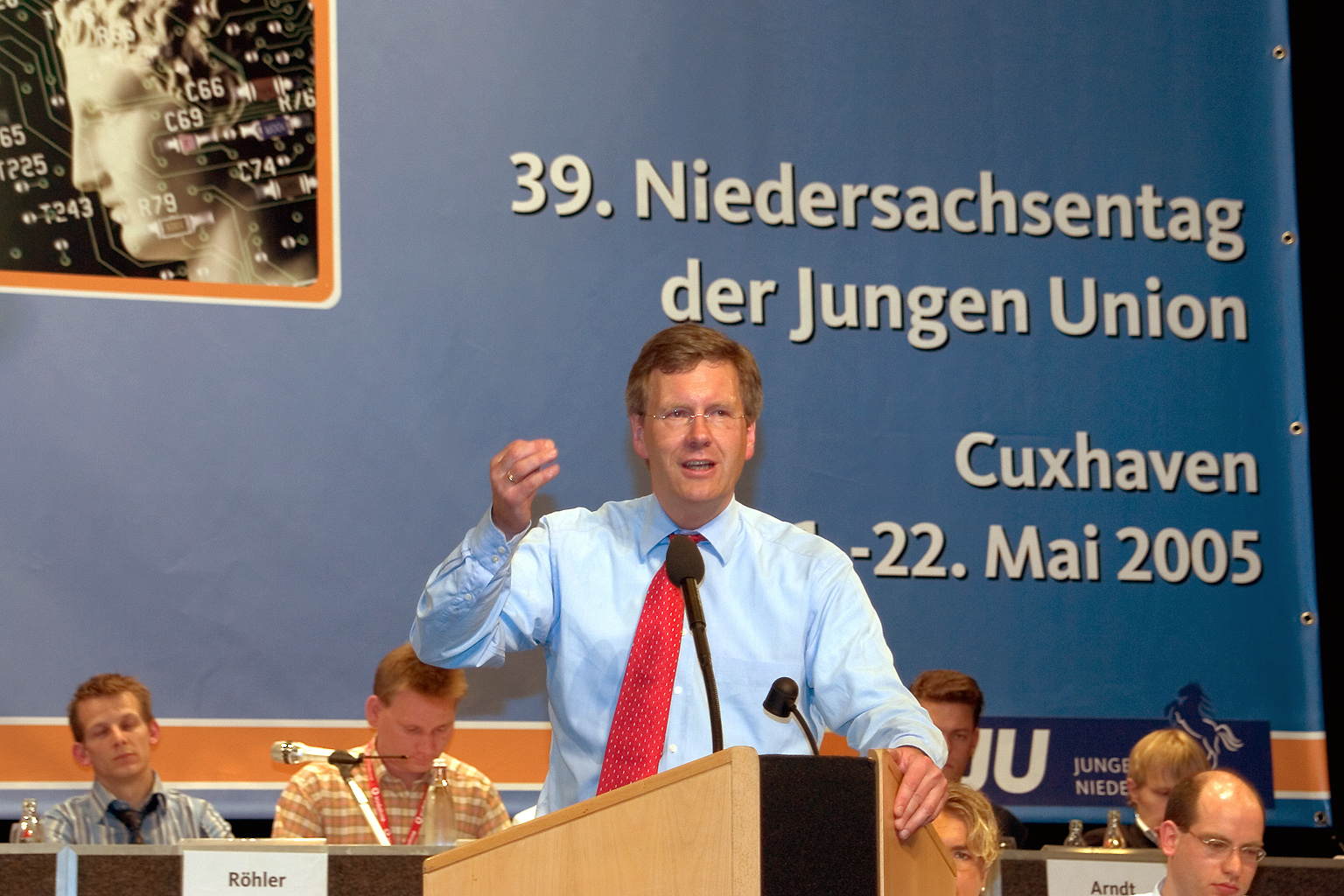
Minister-president Wulff in 2005

Op 30 juni werd Wulff gekozen, zij het pas in een derde stemronde. CDU/CSU en FDP hadden 644 stemmen in de bondsvergadering; de absolute meerderheid lag bij 623 stemmen. In de eerste stemronde kreeg Wulff slechts 600 stemmen, 615 in de tweede, en in de derde, toen nog maar de relatieve meerderheid nodig was, 625. In de christen-liberale coalitie was op het moment van de verkiezing veel onderlinge ruzie. Maar ook in het oppositiekamp was verdeeldheid: Die Linke, met daarin veel voormalige communisten uit de DDR, weigerde de vroegere Oost-Duitse dissident Joachim Gauck te steunen, de kandidaat van links, en onthielden zich van stemming. Zij hadden in de eerste stemronde, toen 44 CDU-leden zich onthielden, Gauck aan een meerderheid kunnen helpen.
Wulff was na Heinrich Lübke de tweede katholieke bondspresident, en de eerste sinds ruim veertig jaar. Hij was de jongste bondspresident ooit, en ook zijn vrouw Bettina (36 jaar) was de jongste presidentsvrouw. Zijn eerste staatsbezoek aan Nederland vond plaats op 18 november 2010. Hierbij ontmoette hij Koningin Beatrix.
Kort na de publicatie van het boek Deutschland schafft sich ab van Thilo Sarrazin en het daaropvolgende integratiedebat maakte Wulff de opmerking dat volgens hem de islam inmiddels net zo bij Duitsland hoort als het christendom en jodendom.

## Aftreden
In december 2011 kwam Wulff onder druk te staan, toen bekend werd dat hij in 2008 een privélening van een bevriende ondernemer van minstens 500.000 euro had gekregen. Ook liet Wulff zich als minister-president graag door rijke vrienden op vakantie uitnodigen. De Duitse ondernemer Carsten Maschmeyer zou in 2007, tijdens verkiezingen in Nedersaksen, in het geheim meer dan 40.000 euro aan advertenties voor Wulffs boek Besser die Wahrheit hebben betaald. In januari 2012 werd Wulff bekritiseerd vanwege het onder druk zetten van de pers. Kranten meldden dat Wulff zou hebben geprobeerd met dreigementen te voorkomen dat het boulevardblad Bild over de omstreden lening zou schrijven. Hij had hiertoe een bericht ingesproken op de voicemail van Kai Diekmann, hoofdredacteur van Bild. In media en bevolking kwam de vraag op of Wulff bondspresident kon blijven. Wulff erkende dat zijn telefoontje niet handig was geweest, maar weigerde op te stappen als president. Hij verbood Bild een transcriptie van zijn voicemail af te drukken.
Op 17 februari 2012 maakte Wullf zijn aftreden bekend, nadat het openbaar ministerie van Hannover de Bondsdag had gevraagd de parlementaire onschendbaarheid van Wulff op te heffen om onderzoeksdaden (ten laste of ter ontlasting) te kunnen stellen in verband met de vermoedens van corruptie, waaronder het aannemen van gunsten van bevriende ondernemers. Het Nederlandse Nationaal Comité 4 en 5 mei, dat Wulff had uitgenodigd de 5 mei-lezing te houden, trok de uitnodiging in.
Wullf eiste onder meer het gebruikelijke ceremoniële afscheid ("Großer Zapfenstreich"). Hij ontvangt als oud president een Ehrensold (erebezoldiging) van 236.000 euro per jaar tot het einde van zijn leven en heeft recht op een kantoor, secretaresse, chauffeur en persoonsbeveiliging.